# Jegunovce
Jegunovce (makedonska: Јегуновце) är en ort i Nordmakedonien.   Den är huvudort i kommunen med samma namn, i den nordvästra delen av landet, 27 kilometer väster om huvudstaden Skopje. Jegunovce ligger 392 meter över havet och antalet invånare är 7 313.